# Robert Nuck
Robert Nuck (Radebeul, 6 de enero de 1983) es un deportista alemán que compite en piragüismo en la modalidad de aguas tranquilas.
Ganó 11 medallas en el Campeonato Mundial de Piragüismo entre los años 2005 y 2015, y 11 medallas en el Campeonato Europeo de Piragüismo entre los años 2005 y 2014.

## Palmarés internacional
| Campeonato Mundial | Campeonato Mundial          | Campeonato Mundial | Campeonato Mundial |
| Año                | Lugar                       | Medalla            | Competición        |
| ------------------ | --------------------------- | ------------------ | ------------------ |
| 2005               | Zagreb (Croacia)            | Medalla de bronce  | C4 1000 m          |
| 2006               | Szeged (Hungría)            | Medalla de oro     | C4 1000 m          |
| 2006               | Szeged (Hungría)            | Medalla de plata   | C2 500 m           |
| 2007               | Duisburgo (Alemania)        | Medalla de plata   | C4 500 m           |
| 2007               | Duisburgo (Alemania)        | Medalla de plata   | C4 1000 m          |
| 2009               | Dartmouth (Canadá)          | Medalla de oro     | C2 500 m           |
| 2009               | Dartmouth (Canadá)          | Medalla de bronce  | C2 200 m           |
| 2013               | Duisburgo (Alemania)        | Medalla de oro     | C2 200 m           |
| 2013               | Duisburgo (Alemania)        | Medalla de plata   | C1 4 × 200 m       |
| 2014               | Moscú (Rusia)               | Medalla de plata   | C2 200 m           |
| 2015               | Milán (Italia)              | Medalla de bronce  | C2 200 m           |
| Campeonato Europeo |                             |                    |                    |
| Año                | Lugar                       | Medalla            | Competición        |
| 2005               | Poznań (Polonia)            | Medalla de oro     | C4 1000 m          |
| 2005               | Poznań (Polonia)            | Medalla de bronce  | C4 200 m           |
| 2005               | Poznań (Polonia)            | Medalla de bronce  | C4 500 m           |
| 2006               | Račice (República Checa)    | Medalla de oro     | C4 1000 m          |
| 2006               | Račice (República Checa)    | Medalla de plata   | C2 500 m           |
| 2007               | Pontevedra (España)         | Medalla de bronce  | C4 500 m           |
| 2009               | Brandeburgo (Alemania)      | Medalla de oro     | C2 500 m           |
| 2009               | Brandeburgo (Alemania)      | Medalla de plata   | C1 4 × 200 m       |
| 2009               | Brandeburgo (Alemania)      | Medalla de bronce  | C2 200 m           |
| 2013               | Montemor-o-Velho (Portugal) | Medalla de bronce  | C2 200 m           |
| 2014               | Brandeburgo (Alemania)      | Medalla de plata   | C2 200 m           |